# Rumah Dua Lapis
Rumah Dua Lapis is een bestuurslaag in het regentschap Aceh Barat Daya van de provincie Atjeh, Indonesië. Rumah Dua Lapis telt 262 inwoners (volkstelling 2010).